# 9100 Томохіса
9100 Томохіса (9100 Tomohisa) — астероїд головного поясу, відкритий 2 грудня 1996 року.
Тіссеранів параметр щодо Юпітера — 3,487.
Названо на честь Томохіси (яп. ともひさ(智久) томохіса).